# Xia Tianxiang
Xia Tianxiang (chinesisch 夏田翔, Pinyin Xià Tiánxiáng; * 11. September 1993) ist ein  chinesischer Eishockeyspieler, der seit 2017 bei KRS-BSU Peking in der Wysschaja Hockey-Liga unter Vertrag stand.

## Karriere
Xia Tianxiang begann seine Karriere als Eishockeyspieler bei der Amateurmannschaft aus Qiqihar, für die er bereits als 16-Jähriger in der chinesischen Liga debütierte und mit der er 2010 den Landesmeistertitel gewann. Anschließend wechselte er nach Harbin, wo er 2011 ebenfalls chinesischer Meister werden konnte. 2012 zog es ihn zu China Dragon. Für die einzige chinesische Profieishockeymannschaft stand er zwei Jahre in der multinationalen Asia League Ice Hockey auf dem Eis. 2014 kehrte er zur Amateurmannschaft aus Harbin zurück. Als 2016 mit Kunlun Red Star erstmals eine chinesische Mannschaft in die Kontinentale Hockey Liga aufgenommen wurde, wurde er als einer von wenigen chinesischen Spieler für deren Kader verpflichtet. Nach einem Jahr wechselte er zum neu gegründeten Farmteam von Kunlun Red Star, KRS Heilongjiang (das inzwischen KRS-BSU Peking heißt), in die Wysschaja Hockey-Liga.

### International
Für China nahm Xia Tianxiang im Juniorenbereich an der U18-Weltmeisterschaft der Division III 2010 und der Division II 2011, als er zum besten Spieler seiner Mannschaft gewählt wurde, sowie den U20-Weltmeisterschaften der Division III 2012 und 2013, als er hinter dem Bulgaren Iwan Chodulow zweitbester Torschütze und Scorer des Turniers war und damit maßgeblich zum Aufstieg der Chinesen in die Division II beitrug, teil. 2011 und 2013 fungierte er jeweils als Mannschaftskapitän der chinesischen Auswahl. Zudem vertrat er seine Farben 2012 beim U20-Turnier des IIHF Challenge Cup of Asia.
Mit der Herren-Nationalmannschaft spielte der Angreifer bei den Weltmeisterschaften der Division II 2013, 2014, 2015, 2016, 2017 und 2019. Zudem vertrat er seine Farben bei der Olympiaqualifikation für die Winterspiele in Pyeongchang 2018 und bei den Winter-Asienspielen 2017.

## Erfolge und Auszeichnungen
- 2010 Aufstieg in die Division II bei der U18-Weltmeisterschaft der Division III, Gruppe A
- 2010 Chinesischer Meister mit der Mannschaft aus Qiqihar
- 2011 Chinesischer Meister mit der Mannschaft aus Harbin
- 2013 Aufstieg in die Division II, Gruppe B, bei der U20-Weltmeisterschaft der Division III
- 2015 Aufstieg in die Division II, Gruppe A, bei der Weltmeisterschaft der Division II, Gruppe A
- 2017 Aufstieg in die Division II, Gruppe A, bei der Weltmeisterschaft der Division II, Gruppe B

## Statistik
(Stand: Ende der Saison 2016/17)